# Krum Bibiškov
Krum Georgiev Bibiškov (in bulgaro Крум Георгиев Бибишков?; angl. Krum Bibishkov; Marikostinovo, 2 settembre 1982) è un ex calciatore bulgaro, di ruolo attaccante.

## Carriera

### Club
Vanta 49 incontri nella prima divisione portoghese e 14 in Europa; nella stagione 2000-2001 ha vinto il campionato bulgaro con il Levski Sofia.

### Nazionale
Ha giocato 2 partite in Under-21.

## Palmarès

### Club

#### Competizioni nazionali
- Campionato bulgaro: 1

Levski Sofia: 2000-2001
- Coppa di Bulgaria: 2

Liteks Loveč: 2007-2008, 2008-2009